# آميل بارون
آميل بارون (بالإنجليزية: Emile Baron)‏ (17 يونيو 1979 جنوب أفريقيا - ) هو لاعب كرة قدم جنوب أفريقي.

## مسيرته الكروية
لعب آميل بارون خلال مسيرته الاحترافية مع 5 أندية في ثمانية عشر موسمًا ولم يسجل خلالها أي هدف ضمن 229 مباراة. حيث فاز في موسم واحد بالكأس وفي موسمين بالدوري.
خاض آميل بارون مسيرته مع نادي هيلانك في موسم 1996–97 واستمر معه طيلة ثلاثة مواسم، مشاركًا في 60 مباراة ولم يسجل أي هدف. ثم انتقل إلى نادي ليلستروم في موسم 1999 ليلعب معه ستة مواسم، حيث شارك في 114 مباراة ولم يسجل أي هدف أيضًا. لينتقل بعدها إلى نادي كايزر تشيفز في موسم 2004–05 ليلعب معه خمسة مواسم، مشاركًا في 19 مباراة ولم يسجل أي هدف أيضًا. ثم انتقل إلى نادي سوبر سبورت يونايتد في موسم 2009–10 ولمدة موسمين، مشاركًا في 21 مباراة ولم يسجل أي هدف أيضًا. هذا وانتقل لاحقًا إلى نادي بيدفيست ويتس في موسم 2011–12 ولمدة موسمين، مشاركًا في 15 مباراة ولم يسجل أي هدف أيضًا.

## الروابط الخارجية
- آميل بارون على موقع الاتحاد الدولي (مؤرشف)  (الإنجليزية)
- آميل بارون على موقع قاعدة بيانات كرة القدم.إي يو (الإنجليزية)
- آميل بارون على موقع ناشيونال فوتبول تيمز (الإنجليزية)
- آميل بارون على موقع أوليمبيديا (الإنجليزية)